# Buddha Air
Buddha Air el. Buddha Air Pvt. Ltd. et et nepalesisk flyselskab med base i Kathmandu, Nepal. 
Buddha Air opererer både indenrigs- og udenrigsflyvninger. I Nepal, hvor flyselskabet foretager flyvninger mellem landets større byer, flyver Buddha Air fra Kathmandu til ni andre destinationer: Bhadrapur, Bhairahawa, Bharatpur, Biratnagar, Dhangadhi, Janakpur, Nepalgunj, Pokhara og Simara. 
Udenrigs flyver Buddha Air til Lucknow, hovedstaden i den indiske delstat Uttar Pradesh og charterflyvninger til Paro i Bhutan.
Selskabet hovedbase er Tribhuvan International Airport i Kathmandu. Buddha Air flyver også specielle mountain flights fra Kathmandu til området omkring bjergkæden Langtang.
Buddha Air blev grundlagt i 1997, og flyflåden består (august 2011) af 2-motorers turbopropelfly. Fire Beechcraft 1900 med plads til 19 personer, tre ATR 42-320 med plads til ca. 45 personer, og to ATR 72-500 med plads til ca. 70 personer. De fleste maskiner er anskaffet fabriksnye.

## Uheld
Indtil den 25. september havde Buddha Air fløjet uden uheld med dødelig udgang. Den dag styrtede en Beechcraft 1900 omkring 7.30 lokal tid i nærheden af Kathmandu efter en af deres 'mountain flights'.
De fleste døde ved selve flystyrtet, en på hospitalet. Flyet var en 14 år gammel maskine, lejet fra Raytheon Airline Aviation Services. 